# 中央 (東大和市)
中央 (ちゅうおう)は、東京都東大和市にある地名。
現行行政町名は中央一丁目から中央四丁目。住居表示は未実施。郵便番号は207-0015 (武蔵村山郵便局管区)。

## 地理
名前の如く、東大和市の中央に位置する。東で仲原、西で立野、南で南街、南東で向原、北東で高木、北西で奈良橋に接している。
東から、一丁目、二丁目、三丁目、三丁目の南に一丁目。駅は位置しないものの、市役所や銀行の支店などがあり、市の中核を成している。

### 河川
町内に河川は存在しないものの、至近に空堀川が流れている。

## 地名の由来
市の中央に位置することから。

## 小・中学校の学区
市立小・中学校に通う場合、学区は以下の通りとなる。
| 番地         | 小学校               | 中学校               |
| ------------ | -------------------- | -------------------- |
| 1丁目・2丁目 | 東大和市立第五小学校 | 東大和市立第三中学校 |
| 3丁目・4丁目 | 東大和市立第八小学校 | 東大和市立第四中学校 |

## 交通

### 鉄道
| 近隣の駅                                                                |
| ----------------------------------------------------------------------- |
| 西武拝島線 - 東大和市駅（SS 32） 多摩都市モノレール線 - 上北台駅(TT 19) |

### バス
町域には2つの事業者、3つの営業所がバスを営業している。
- 西武バス
  - 立川営業所
    - 立35 - 立川駅〜東大和市駅〜奈良橋〜武蔵大和〜東村山駅
    - 立36 - 立川駅〜東大和市駅〜奈良橋
    - 立37 - 立川駅〜東大和市駅〜奈良橋〜武蔵村山市役所〜イオンモール
    - 立39 - 立川駅〜東大和市駅〜南街
    - 立45 - 立川駅〜東大和市駅〜芝中団地

  - 小平営業所
    - 東大和市コミュニティバスちょこバス
- 都営バス
  - 早稲田営業所青梅支所
    - 梅70 - 青梅車庫〜青梅駅〜箱根ヶ崎〜東大和市駅〜小平駅・花小金井駅

### 道路
東大和市自体に国道が通っていない為、町内の道路は全て都道または市道。
- 都道府県道
  - 主要地方道
    - 東京都道5号新宿青梅線

## 施設
- 東大和市役所
- 東大和市中央公民館
- 東大和市保健センター
- 東大和市立中央図書館
- 東大和市社会福祉協議会
- 東京都立東大和高等学校
- りそな銀行東大和支店
- 阿部産婦人科